# 蘇朝宗
蘇朝宗（1519年—？），字汝賓，號納川，河南衛輝府汲縣人，民籍，明朝政治人物。同進士出身。

## 生平
嘉靖三十四年乙卯科（1555年）河南鄉試第六十二名舉人。嘉靖三十五年（1556年）中式丙辰科會試第一百五十八名，三甲第一百七十二名進士。礼部观政。三十六年授直隶大名府推官，四十二年復除顺德府推官，四十三年考选，授江西道监察御史。隆慶元年巡按南直隶，二年（1568年）正月升山東右參議。

## 家族
曾祖蘇海；祖父蘇澤；父蘇相，縣主簿。母張氏；繼母徐氏。弟朝東、朝聘。